# Pierrot Gourmand
« Pégé » redirige ici. Pour les articles homophones, voir Pégées et PG.
Pierrot Gourmand est une marque commerciale appartenant à la société Gerson filiale d'Andros. Elle est notamment connue pour ses sucettes depuis 1926.
Gerson a son siège social à Altillac. En 2009, cette entreprise est dans la tranche de 250 à 499 salariés et les comptes ne sont pas disponibles.
Elle fut auparavant la propriété de l'entreprise de confiseries Pierrot Gourmand, fondée en 1892 par un confiseur parisien, Georges Évrard.

## Historique
Georges Évrard naît en 1867 à Paris. Il s'installe comme confiseur à l'âge de 19 ans dans le quartier du Marais, rue Barbette. En 1899, il dépose avec Henri Herbet la marque « Au Pierrot Gourmand ».
En 1906, la gamme s’étoffe, avec notamment le Riviera, un bonbon fourré aux fruits.
En 1916, Évrard installe une usine à Ivry-sur-Seine.
En 1924, Évrard et Herbet inventent la première sucette : du sucre d’orge parfumé et coloré en forme de fer de lance, sur un bâtonnet de rotin de Madagascar, ce qui permet de savourer la confiserie sans se salir les doigts. Ils déposent un brevet pour "une machine à fabriquer des bonbons constitués par une masse de sucre cuit dans laquelle est encastrée l'extrémité d'un bâtonnet".
La sucette prend ensuite le nom de « Pégé », d’après les initiales de la marque. La vraie Pégé est au caramel.
Célèbre pour son présentoir, une tête de Pierrot encore utilisée de nos jours, l'entreprise est aussi l'une des premières à envelopper ses bonbons dans du papier imprimé.
Les années 1950 sont l’âge d’or de Pierrot Gourmand, qui produit chaque année 2 000 tonnes de confiseries. Les sucettes sont proposées dans une multitude de parfums outre le caramel au lait des débuts, parmi lesquels cerise, orange, framboise et citron. Le bâton de la sucette, cylindrique, est alors en bois.
En 1976, la société doit déposer le bilan face à la grande distribution, et l'usine d’Ivry ferme. Le groupe Andros rachète la marque et reprend la production dans le Lot.

### La marque aujourd'hui
Jusqu'en 1990, les bonbons et sucettes Pierrot gourmand sont fabriqués dans l'usine Andros de Biars-sur-Cère. Le site de production actuel est situé à Altillac, en Corrèze où l'entreprise produit 140 millions de sucettes chaque année, mais aussi des bonbons commercialisés sous marque de distributeur.